# Cyrioctea whartoni
Cyrioctea whartoni är en spindelart som beskrevs av Norman I. Platnick och Griffin 1988. Cyrioctea whartoni ingår i släktet Cyrioctea och familjen Zodariidae.
Artens utbredningsområde är Namibia. Inga underarter finns listade i Catalogue of Life.